# Foster Parker (schip, 1965)
De Foster Parker is een kraanponton die in 1965 bij Todd Shipyards werd gebouwd voor Brown & Root. Er werd een American Hoist kraan geplaatst van 500 shortton.
In 1974 installeerde het in het Cameron-veld het grootste platform in de Golf van Mexico tot dan toe voor Tenneco Oil Company.
In 1987 werd het ponton verkocht aan Sara Maria Barge en omgedoopt naar Sara Maria.